# マイケル・アリアス
マイケル・アリアス（Michael Arias）は、アメリカ合衆国のCGクリエイター、映画監督。

## 略歴
19歳の時に、ジェームズ・キャメロンの『アビス』でカメラアシスタントとして参加。以後、コーエン兄弟や、ポール・バーホーベン、スパイク・リー、デヴィッド・クローネンバーグなど名立たる映画監督の下でスペシャルエフェクトやコンピュータグラフィックス制作に携わった。2002年にはアニメ『アニマトリックス』の製作を担当、2006年には日本のアニメ映画『鉄コン筋クリート』で初監督を務めた。2009年には、日本の実写映画『ヘブンズ・ドア』の監督を務める。

## 来歴
カリフォルニア生まれ。1980年代後半より、コンピュータグラフィックスを使った製作スタッフとして活躍、ロサンジェルスにあるドリーム・クエスト・イメージ社在籍時に、ジェームズ・キャメロンの『アビス』（1989年）やポール・バーホーベンの『トータル・リコール』（1990年）にカメラアシスタントとして参加する。
その後、1991年に日本に渡り、一時IMAGICAの特撮映像部で従事した後、翌年にゲームクリエイターの水口哲也の誘いを受け、日本の大手ゲーム会社セガに移籍、同社で1993年のSIGGRAPH エレクトロニック・シアターに出展された『メガロポリス・トーキョー・シティー・バトル』の共同監督を務める。
その後、ニューヨークへ移り、シジジー・デジタル・シネマを設立、『エム・バタフライ』（1993年、監督：デヴィッド・クローネンバーグ）、『クルックリン』（1993年、監督：スパイク・リー）、『未来は今』（1994年、監督：コーエン兄弟）、『プレタ・ポルテ』（1994年、監督：ロバート・アルトマン）などのコンピュータグラフィックスを担当し、数々の賞を獲得する。
製作の現場を離れた後は、ソフトウェア会社のソフトイマージ（Softimage）に入社し、レンダリング及びアニメーション・ソフトウェアの開発を担当した。彼が開発し特許を取得したソフトウェア「トゥーンレンダリング」は、手書きアニメーションをコンピュータグラフィックスと融合させる事に特化しており、宮崎駿監督の『もののけ姫』で初めて使用された。
1998年には、アニメーションプロデューサーの竹内宏彰の誘いを受け、㈱SEGAと㈱シンクが共同で設立したCGアニメーションスタジオの㈱トリロジーにCG監督として参加する。2002年にはウォシャウスキー兄弟から指名を受け、映画『マトリックス』のアニメ版『アニマトリックス』の製作を務めた。
2006年には、松本大洋原作の日本のアニメ映画『鉄コン筋クリート』で初監督を務めた。原作について本人は、1995年頃再来日した際に、日本人の友人に紹介されて読んでおり、感涙する程のショックを受けたと述べている。
2011年10月27日、「VFX-JAPANキックオフミーティング」ではパネルディスカッションに登壇した。

## 日本との関係
大学時代の4年間で日本語を学び、基礎的な日本語の読み書きを習得する。初来日は1991年。現在は、日本人女性と結婚しており、日本での永住権を取得している。

## 作品リスト
- 2002年 『アニマトリックス』 The Animatrix （製作）
- 2006年 『鉄コン筋クリート』 Black & White （監督）
- 2007年『おいかけっこ』（原作・監督・絵コンテ）
- 2009年 『ヘブンズ・ドア』（監督）
- 2009年 『上野樹里と5つの鞄』 （監督） ※オムニバス作品。第二話「HOPE」を担当
- 2011年 『アンフェア the answer』（資料協力）
- 2013年 『永遠の0』（米軍パート監督捕）
- 2013年 『サカサマのパテマ』（日記英訳・筆記）
- 2015年 『ハーモニー』（監督[5]） ※なかむらたかしと共同
- 2018年 『トーキョーエイリアンブラザーズ』 ※菅原伸太郎と共同
- 2023年 『ゴジラ-1.0』（モンタージュ監修）

### PV
- 2010年 チームドラゴン from AKB48　「心の羽根」（監督）
- 2012年 joy 「アイオライト」（監督）
- 2017年 EGOIST「リローデッド スペシャルムービー」（監督）
- 2019年 スタージル・シンプソン「Make Art Not Friends」（監督・プロデューサー・プロダクションデザイナー）

### 出演
- 2010年 『ピープルVSジョージ・ルーカス』
- 2023年 『ゴジラ-1.0』